# Platinum Data
Platinum Data (プラチナデータ) è un film del 2013 diretto da Keishi Ohtomo e tratto dal romanzo Platina Data (2010) di Keigo Higashino.

## Trama
Nell'anno 2017 il governo giapponese tenta di controllare segretamente il DNA delle persone. Quando l'inventore del sistema di analisi del DNA viene brutalmente assassinato viene sospettato del suo delitto Ryuhei Kagura, giovane scienziato della National Police Agency.
Ryuhei è così costretto a diventare un fuggitivo per poter così scoprire chi lo ha incastrato. Il detective Reiji Asama si mette sulle sue tracce.

## Produzione
Le riprese hanno avuto luogo da febbraio ad aprile 2012.